# Martin-chasseur à dos de feu
Todiramphus pyrrhopygius
Espèce
Synonymes
- Todiramphus pyrrhopygia
- Todirhamphus pyrrhopygia

Statut de conservation UICN

 LC  : Préoccupation mineure
Le Martin-chasseur à dos de feu (Todiramphus pyrrhopygius) est une espèce d'oiseaux de la famille des Alcedinidae.
Son aire s'étend à travers l'Australie (excepté la Tasmanie et les zones littorales méridionales du sud-ouest et du sud-est).
Il fréquente les zones arides de forêt, de mulga, mallee et de  spinifex, souvent dépourvus d'arbres et loin des cours d'eau.

## Galerie

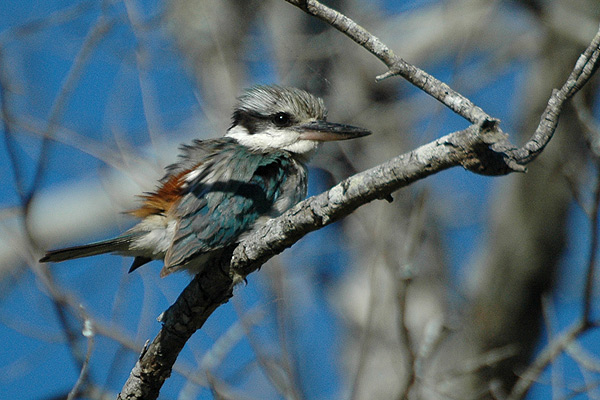
♀
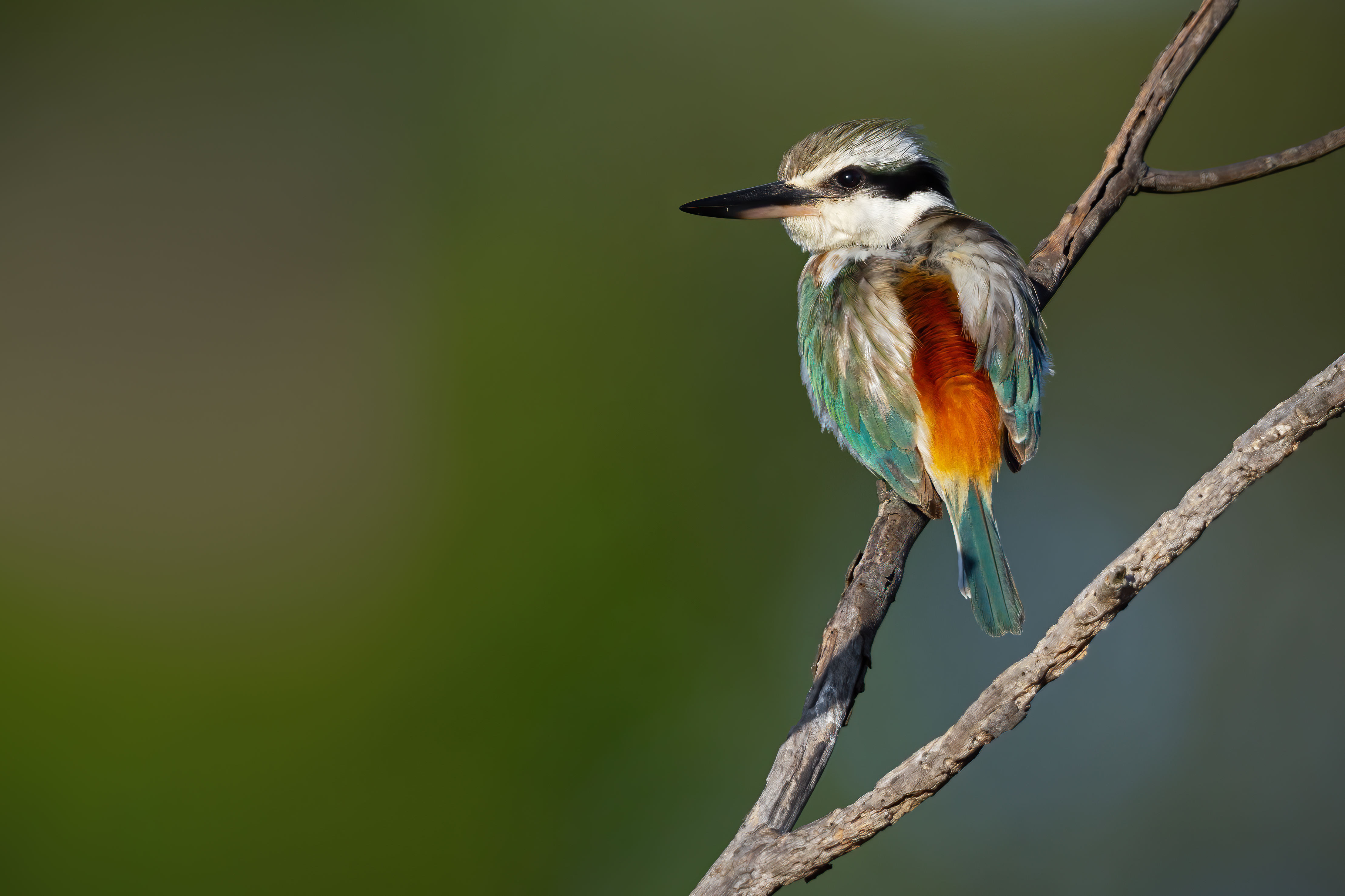